# باولاسار
باولاسار (به لاتین: Baulasar) یک منطقهٔ مسکونی در بنگلادش است که در ناحیه باریسال واقع شده‌است.